# FK Qäbälä
El Qəbələ Futbol Klubu (en azerí: Qəbələ Futbol Klubu) es un club de fútbol azerbaiyano de la ciudad de Qabala. Fue fundado en 2005 y juega en la Liga Premier de Azerbaiyán.

## Palmarés
- Copa de Azerbaiyán: 2

2018-19, 2022-23
- Primera División de Azerbaiyán: 1

2005/06

## Participación en competiciones de la UEFA
| Temporada | Torneo                        | Ronda              | Club                  | Casa | Visita | Global   |
| --------- | ----------------------------- | ------------------ | --------------------- | ---- | ------ | -------- |
| 2014–15   | UEFA Europa League            | 1.ª Clasificatoria | Široki Brijeg         | 0–2  | 0–3    | 0–5      |
| 2015–16   | UEFA Europa League            | 1.ª Clasificatoria | Dinamo Tbilisi        | 2–0  | 1–2    | 3–2      |
| 2015–16   | UEFA Europa League            | 2.ª Clasificatoria | Čukarički             | 2–0  | 0–1    | 2–1      |
| 2015–16   | UEFA Europa League            | 3.ª Clasificatoria | Apollon Limassol      | 1–0  | 1–1    | 2–1      |
| 2015–16   | UEFA Europa League            | Play-Off           | Panathinaikos         | 0–0  | 2–2    | 2–2 (a)  |
| 2015–16   | UEFA Europa League            | Grupo C            | Borussia Dortmund     | 1–3  | 0–4    | 4º Lugar |
| 2015–16   | UEFA Europa League            | Grupo C            | PAOK                  | 0–0  | 0–0    | 4º Lugar |
| 2015–16   | UEFA Europa League            | Grupo C            | Krasnodar             | 0–3  | 1–2    | 4º Lugar |
| 2016–17   | UEFA Europa League            | 1.ª Clasificatoria | Samtredia             | 5–1  | 1–2    | 6–3      |
| 2016–17   | UEFA Europa League            | 2.ª Clasificatoria | MTK Budapest          | 2–0  | 2–1    | 4–1      |
| 2016–17   | UEFA Europa League            | 3.ª Clasificatoria | Lille                 | 1–0  | 1–1    | 2–1      |
| 2016–17   | UEFA Europa League            | Play-Off           | Maribor               | 3–1  | 0–1    | 3–2      |
| 2016–17   | UEFA Europa League            | Grupo C            | Anderlecht            | 1–3  | 1–3    | 4º Lugar |
| 2016–17   | UEFA Europa League            | Grupo C            | Saint-Étienne         | 1–2  | 0–1    | 4º Lugar |
| 2016–17   | UEFA Europa League            | Grupo C            | Maguncia 05           | 2–3  | 0–2    | 4º Lugar |
| 2017–18   | UEFA Europa League            | 2.ª Clasificatoria | Jagiellonia Białystok | 1–1  | 2–0    | 3–1      |
| 2017–18   | UEFA Europa League            | 3.ª Clasificatoria | Panathinaikos         | 1–2  | 0–1    | 1–3      |
| 2018–19   | UEFA Europa League            | 1.ª Clasificatoria | Progrès Niedercorn    | 0–2  | 1–0    | 1–2      |
| 2019–20   | UEFA Europa League            | 2.ª Clasificatoria | Dinamo Tiflis         | 0–2  | 0–3    | 0–5      |
| 2022–23   | UEFA Europa Conference League | 2.ª Clasificatoria | Fehérvár              | 2–1  | 1–4    | 3-5      |
| 2023-24   | UEFA Europa Conference League | 2.ª Clasificatoria | Omonia                | 2–3  | 1–4    | 3-7      |